# Moehnia erema
Moehnia erema är en tvåvingeart som beskrevs av Wallace A. Steffan 1960. Moehnia erema ingår i släktet Moehnia och familjen sorgmyggor.
Artens utbredningsområde är Kalifornien. Inga underarter finns listade i Catalogue of Life.